# 직할시 (중화민국)
직할시(直轄市)는 중화민국 행정원 직속으로 남아 있는 지방 자치체로 인구가 125만 명 이상이고 정치적, 경제적, 문화적 발전에 중요한 지역인 곳에 설치된다. 2010년 12월 25일에 개편된 새 행정 구역에 따라 기존에 있던 타이베이시와 가오슝시에 외에도 신베이시, 타이중시, 타이난시가 직할시로 지정되어 있다. 직할시 아래에는 구(區), 구 아래에는 촌(村), 촌 아래에는 린(隣)을 두고 있다.

## 역사
1927년 중화민국 정부는 인구 백만명이 넘는 난징, 상하이, 베이징, 톈진, 칭다오, 충칭, 시안, 광저우, 한커우(현재 우한시의 일부), 선양, 하얼빈시의 11개 도시를 직할시(당시 이름은 "특별시", 후에 "원할시"로 바뀜)로 지정했다.
국공 내전 때 난징에 있던 중화민국 정부를 타이완섬으로 옮긴 후에는, 타이베이시가 1967년 원할시로, 가오슝시는 1979년 원할시로 지정되었다. 1994년 이후 "원할시"(院轄市 yuànxiáshì)라는 이름을 공식적으로 "직할시"(直轄市 zhíxiáshì)로 바꾸었다. 2010년 신베이시와 타이난시, 타이중시가 직할시로 승격되었다. 2005년에 중국 대륙을 자국의 행정 구역에서 사실상 제외하였으므로, 현재 중화민국은 5개의 직할시를 보유하고 있다.

## 현황
| 번호 | 이름       | 한자   | 한자음 | 영어            | 약자  | 인구      | 면적 (km2) | 지정일           | 청사 소재지     | 지도   |
| ---- | ---------- | ------ | ------ | --------------- | ----- | --------- | ---------- | ---------------- | --------------- | ------ |
| 1    | 가오슝시   | 高雄市 | 고웅시 | Kaohsiung City  | 高 고 | 2,777,296 | 2,947.6159 | 1979년 7월 1일   | 링야 구 펑산 구 | 123456 |
| 2    | 신베이시   | 新北市 | 신북시 | New Taipei City | 新 신 | 3,956,728 | 2,052.5667 | 2010년 12월 25일 | 반차오 구       | 123456 |
| 3    | 타이난시   | 臺南市 | 대남시 | Tainan City     | 南 남 | 1,883,042 | 2,191.6531 | 2010년 12월 25일 | 안핑 구 신잉 구 | 123456 |
| 4    | 타이베이시 | 臺北市 | 대북시 | Taipei City     | 北 북 | 2,693,672 | 271.7997   | 1967년 7월 1일   | 신이 구         | 123456 |
| 5    | 타이중시   | 臺中市 | 대중시 | Taichung City   | 中 중 | 2,708,338 | 2,214.8968 | 2010년 12월 25일 | 시툰 구         | 123456 |
| 6    | 타오위안시 | 桃園市 | 도원시 | Taoyuan City    | 桃 도 | 2,092,977 | 1,220.9540 | 2014년 12월 25일 | 타오위안 구     | 123456 |

## 같이 보기
- 일본 제국 치하의 대만의 행정 구역
- 정령지정도시
- 아롱디스망